# Итальянско-хорватские отношения
Итальянско-хорватские отношения — двусторонние дипломатические отношения между Италией и Хорватией, которые были установлены 17 января 1992 года после обретения Хорватией независимости от Югославии.
У Хорватии есть посольство в Риме, генеральные консульства в Милане и Триесте, а также консульства в Бари, Флоренции, Неаполе и Падуе. Италия имеет посольство в Загребе, генеральное консульство в Риеке, вице-консульство в Буе, Пуле и Сплит, а также Итальянский институт культуры и Институт внешней торговли в Загребе.
Государства являются полноправными членами НАТО и Европейского союза.

## Население
В Хорватии проживает около 19 500 человек итальянского происхождения. В Италии также проживает около 6000 молизских хорватов.
Кроме того, в Италии зарегистрировано около 21 000 хорватских рабочих-иммигрантов.
Исторически итальянцы составляли значительную часть населения Далмации.

## Экономика
Италия является важнейшим торговым партнером Хорватии, так как Загреб экспортирует в эту страну около 14 % от общего годового объёма товаров.

## Рыбная ловля
Существует проблема с рыболовными зонами в Адриатическом море. Италия отказала Хорватии в праве провозгласить Зону защиты окружающей среды и рыболовства до 1 января 2008 года, поскольку это нарушило бы ранее заключенное соглашение с Италией и Словенией. При этом Италия, не нарушая договоренности, провозгласила собственную зону.